# Maria Esmeralda da Bélgica
Maria Esmeralda da Bélgica (Laeken, Bélgica, 30 de setembro de 1956) é um membro da família real belga.

## Família
Ela é a filha mais nova do falecido Leopoldo III da Bélgica e sua esposa, Liliana, Princesa de Réthy. Seus irmãos são o falecido príncipe Alexander da Bélgica e a princesa Maria Cristina da Bélgica. Seus meio-irmãos incluem o falecido rei Balduíno da Bélgica, ex-monarca rei Alberto II, que também é o padrinho de Maria Esmeralda, e a falecida princesa Josefina Carlota da Bélgica (Grã-duquesa do Luxemburgo).

## Vida pessoal
Maria Esmeralda é uma jornalista e escritora, escrevendo sob o nome Esméralda de Réthy. Depois de estudar Direito na Facultés Universitaires Saint-Louis em Bruxelas, ela se formou em jornalismo na Universidade Católica de Lovaina, em Louvain-la-Neuve e mudou-se para Paris para prosseguir a sua carreira, trabalhando lance como livre para revistas internacionais.
Ela se casou com sir Salvador Moncada, um farmacologista britânico, em Londres, em 5 de abril de 1998. Eles têm uma filha, Alexandra Leopoldina (4 de agosto de 1998 (26 anos), Londres), e um filho, Leopoldo Daniel (21 de maio de 2001 (23 anos), Londres).
Maria Esmeralda é muito ativa no campo do meio ambiente e os direitos das mulheres. Ela é presidente do Fundo Rei Leopoldo III para exploração e conservação da natureza desde a morte de seu pai em 1983. Ela também é presidente honorário da Delphus, uma associação que oferece a cada ano para crianças autistas uma semana de terapia assistida com golfinhos.

### Títulos e estilos
- 30 de setembro de 1956 - 4 de abril de 1998: Sua Alteza Real, a Princesa Maria Esmeralda da Bélgica
- 04 de abril de 1998 - presente: Sua Alteza Real, a Princesa Maria Esmeralda da Bélgica, Lady Moncada